# Arbent
Arbent je francouzská obec v departementu Ain v regionu Auvergne-Rhône-Alpes. V roce 2011 zde žilo 3 458 obyvatel.

## Vývoj počtu obyvatel
Počet obyvatel 